# Julius Kuperjanov

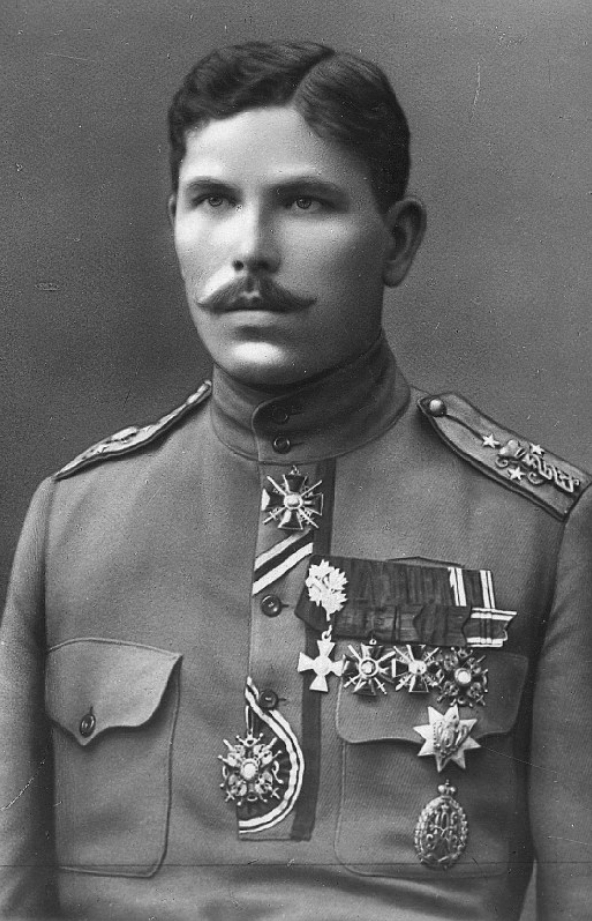
Julius Kuperjanov (1917)

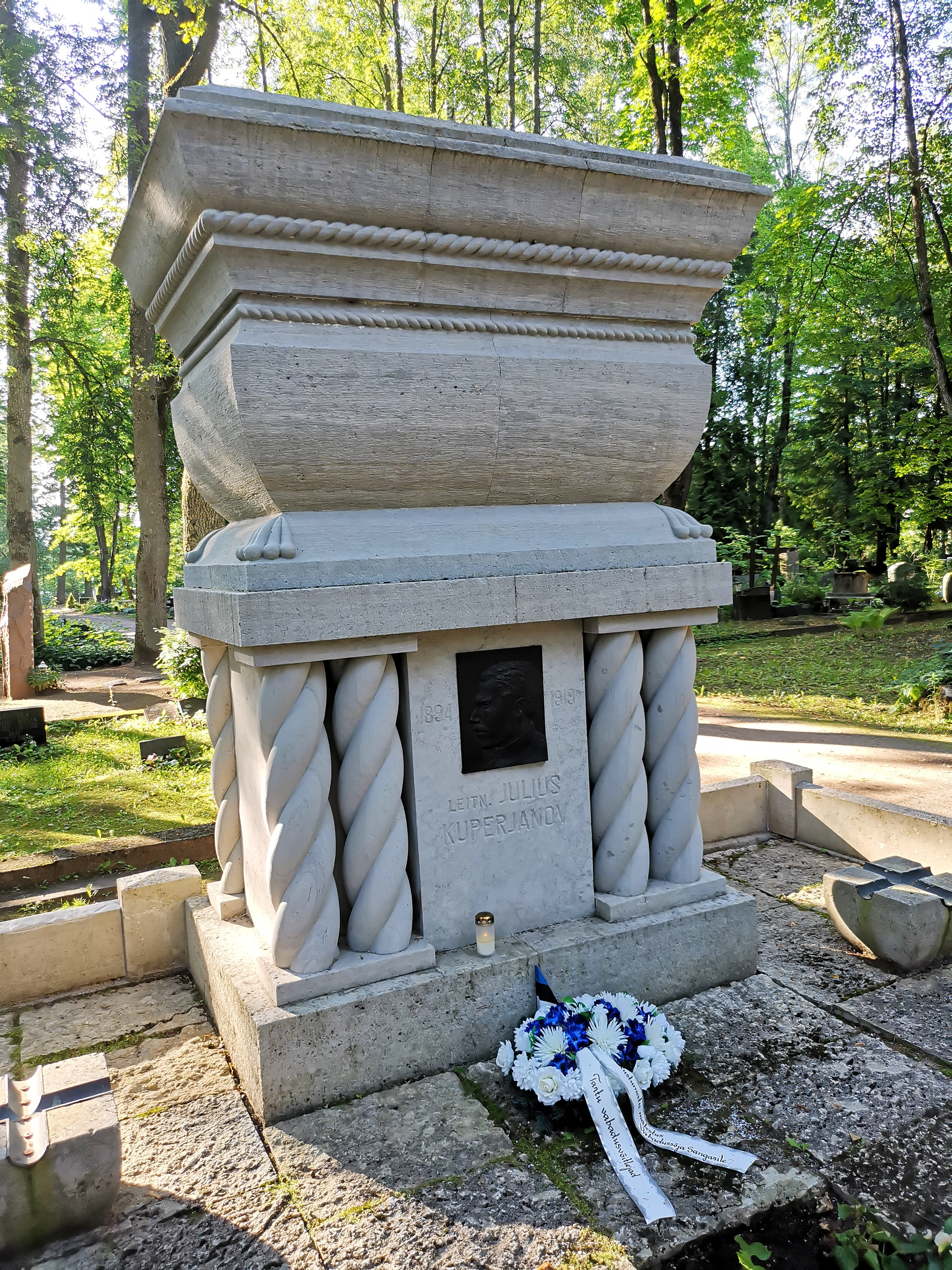
Grab auf dem Friedhof Tartu (Raadi kalmistu)

Julius Kuperjanov (* 29. Septemberjul. / 11. Oktober 1894greg. im Dorf Ljochowa bei Noworschew, Gouvernement Pskow, Russisches Kaiserreich; † 2. Februar 1919 in Tartu, Estland) war ein estnischer Militärangehöriger.

## Leben

### Erster Weltkrieg
Julius Kuperjanov besuchte die Schule im livländischen Sipe (heute Kambja im Kreis Tartu). 1914 schloss er das Lehrerseminar von Tartu ab. Im Februar 1915 wurde er während des Ersten Weltkriegs in die zaristische Armee eingezogen. Seine militärische Ausbildung erhielt er in Nowgorod und Sankt Petersburg. Anschließend kämpfte er an der Front in den Karpaten. Er war u. a. Kommandeur einer Aufklärungseinheit. Für seine militärischen Leistungen erhielt er sieben Orden.

### Kampf gegen die Besatzungsmächte
Im Juli 1917 wurde Kuperjanov an beiden Beinen schwer verwundet und zur Pflege nach Moskau versetzt. Im Dezember 1917, kurz nach der Oktoberrevolution in Russland, kehrte er nach Estland zurück und wurde dem Estnischen Entsatzbataillon in Tartu (Tartu Eesti tagavarapataljon) zugeteilt. Am 20. Februar 1918 befehligte er die Soldaten beim Sturz der Bolschewiki in Tartu.
Mit der deutschen Besetzung Estlands im Februar 1918 wurde Kuperjanovs Einheit entwaffnet und aufgelöst. Die Offiziere, darunter Kuperjanov, wurden von der kaiserlichen deutschen Armee interniert. Auf einem Fußmarsch nach Tartu gelang Kuperjanov allerdings die Flucht.
Julius Kuperjanov versteckte sich in den kommenden Wochen im Haus seines Vaters auf dem Gut Lalli bei Tartu und organisierte Partisanenaktionen unter dem Schirm der illegalen estnischen Heimwehrorganisation Omakaitse. Im Juli 1918 entwarf Kuperjanov sogar einen umfassenden Mobilisierungsplan für die estnischen Untergrundkämpfer.

### Estnischer Freiheitskrieg
Seine Partisanentätigkeit setzte er Ende 1918 nach dem Zusammenbruch der deutschen Truppen in Estland und dem Beginn des Estnischen Freiheitskrieges gegen Sowjetrussland weiter fort. Zu Beginn des Freiheitskrieges organisierte Kuperjanov eine bis zu 1.200 Mann starke estnische Partisanenbewegung. Sie unterhielten unter anderem am Ufer des Peipussees Posten gegen die aus dem Osten heranrückenden russischen Verbände. Allerdings mussten die estnischen Einheiten wegen ihrer zahlenmäßigen Unterlegenheit ihre Stellungen und schließlich die Stadt Tartu beim Vorrücken der bolschewistischen Truppen schnell aufgeben.
Trotz der scheinbar aussichtslosen militärischen Lage gegen das übermächtige Sowjetrussland forderte Kuperjanov seine Landsleute zu bedingungslosem militärischen Einsatz auf. Seine Partisanentaktik hinter den feindlichen Linien war gewagt und für die estnische Seite meist verlustreich, fügte aber den Bolschewiki auch schwere Nadelstiche zu.
Das von Kuperjanov geleitete „Tartuer Schutzbataillon“ (Tartu kaitsepataljon) kämpfte gemeinsam mit finnischen Kriegsfreiwilligen Anfang 1919 immer erfolgreicher in Südestland gegen die Bolschewiki und die kommunistischen Lettischen Schützen. Am 14. Januar 1919 konnten Kuperjanovs Soldaten im Zusammenspiel mit Panzerzügen der estnischen Armee (Eesti Rahvavägi) Tartu von den Roten zurückerobern. In der Schlacht von Paju wurde Kuperjanov am 31. Januar 1919 wie über die Hälfte der Soldaten seiner Einheit schwer verwundet. Der 24-Jährige starb drei Tage später in Tartu an seinen Verletzungen.

## Heldenmythos
Durch seinen in den Augen der Esten kühnen und selbstlosen Einsatz für die nationale Sache der jungen Republik Estland und seinen frühen Tod im Kampf wurde Julius Kuperjanov zum Märtyrer des Estnischen Freiheitskriegs erklärt. An der Trauerfeier am 6. Februar 1919 im Konzerthaus Vanemuine in Tartu nahm fast die gesamte gesellschaftliche Elite Südestlands teil. Der Oberbefehlshaber der estnischen Truppen, General Johan Laidoner, ordnete die Umbenennung von Kuperjanovs Partisaneneinheit in Kuperjanov Bataillon an, was 1928 offiziell erfolgte. 1992 wurde der Verband unter dem Namen Infanteriebataillon Kuperjanov (Kuperjanovi Üksik-Jalaväepataljon) im Rahmen der estnischen Streitkräfte wiedergegründet.
Julius Kuperjanov war vor allem in der Zwischenkriegszeit wesentlicher Teil des offiziellen Heldenmythos der Republik Estland und wurde politisch entsprechend genutzt. In zahlreichen Büchern und Artikeln wurden Kuperjanovs militärischen Leistungen und sein jugendlicher Wagemut gerühmt. Die großen menschlichen Verluste in den eigenen Reihen, die Kuperjanovs Partisanentaktik mit sich brachte, blieben dabei im Hintergrund.
1925 schuf der estnische Bildhauer Jaan Koort das Grabmonument Kuperjanovs auf dem Tartuer Raadi Friedhof. Das Denkmal wurde aus ungeklärten Gründen während der sowjetischen Besetzung Estlands nicht entfernt. Es war bis in die 1980er Jahre Anziehungspunkt für zahlreiche estnische Gegner des sowjetischen Regimes. Kuperjanovs Partisanentaktik hat auch zahlreiche sogenannte Waldbrüder (metsavennad) inspiriert, die nach dem Ende des Zweiten Weltkriegs von den estnischen Wäldern aus gegen die Rote Armee und die sowjetische Besatzungsmacht militärisch operierten.